# Homophyllia
Genre
Homophyllia est un genre de coraux durs de la famille des Lobophylliidae ou de la famille des Pectiniidae.

## Liste d'espèces
Le genre Homophyllia comprend les espèces suivantes :
| Selon World Register of Marine Species (6 juillet 2015) : - Homophyllia australis (Milne Edwards & Haime, 1849) | Selon ITIS (6 juillet 2015) : - Homophyllia australis (Milne-Edwards & Haime, 1849) |